# Kenneth Noland
Kenneth Noland (ur. 10 kwietnia 1924 w Asheville, zm. 5 stycznia 2010 w Port Clyde) – amerykański malarz abstrakcyjny i rzeźbiarz.

## Życiorys
Urodził się w 1924 roku. Sztuką zainteresował się w wieku 14 lat. Materiały malarskie pożyczał od ojca, który był malarzem amatorem. W czasie II wojny światowej Noland służył w amerykańskich Siłach Powietrznych (1942-1946). Po zakończeniu służby podjął naukę w Black Mountain College w Karolinie Północnej (1946-1948), następnie aż do 1949 roku uczył się w Paryżu w pracowni rzeźbiarskiej Ossipa Zadkina. Jego pierwsza wystawa indywidualna została zorganizowana w Paryżu w Galerie Raymond Creuze w 1949.
Stamtąd udał się do Waszyngtonu, gdzie pracował jako wykładowca w Institute of Contemporary Art (1949-1959), Washington Workshop Center of the Arts (1952-1956) i Catholic University (1951-1960). W 1950 roku ożenił się z Cornelią Langer (małżeństwo to zakończyło się rozwodem, kolejnymi żonami Nolanda były Stephanie Gordonl, Peggy Schiffer oraz Paige Rense).
W 1953 roku wraz ze swoim przyjacielem Morrisem Louisem udał się do Nowego Jorku, gdzie zapoznał się ze sztuką Helen Frankenthaler. W 1956 jego obraz In Mist włączono do wystawy Young American Painters zorganizowanej przez nowojorskie Museum of Modern Art. W 1957 roku odbyła się jego wystawa indywidualna w Tibor de Nagy Gallery.
W 1961 roku przeprowadził się do Nowego Jorku i mieszkał tam przez następne dwa lata. Następnie przeprowadził się do South Shaftsbury, aby podjąć pracę w Bennington College.
W 1977 roku w Muzeum Guggenheima w Nowym Jorku odbyła się retrospektywa Nolanda. W 1955 otrzymał nagrodę Karoliny Północnej w dziedzinie sztuki pięknej, a dwa lata później otrzymał doktorat honoris causa Davidson College.
Zmarł na raka w 2010 roku. Pozostawił po sobie wdowę Paige Rense, synów Williama Nolanda i Samuela Jesse’ego Nolanda oraz córki Lyn Noland i Cady Noland; Cady również jest artystką – zajmuje się rzeźbą.